# Human. :II: Nature.
| Recensione    | Giudizio |
| ------------- | -------- |
| AllMusic      |          |
| The Arts Desk |          |

Human. :II: Nature. (reso graficamente HVMAN. :II: NATVRE.) è il nono album in studio del gruppo musicale finlandese Nightwish, pubblicato il 10 aprile 2020 dalla Nuclear Blast.
È il primo album con Kai Hahto come batterista ufficiale (dopo la rinuncia di Jukka Nevalainen) nonché il secondo con Floor Jansen alla voce.

## Descrizione
È il primo album doppio del gruppo, con la prima parte incentrata sull'essere umano e sulle sue sfaccettature, mentre la seconda parte (All the Works of Nature Which Adorn the World) è un lungo pezzo orchestrale che il tastierista Tuomas Holopainen ha definito «una lettera d'amore alla natura». A proposito di questo doppio tema, lo stesso Holopainen ha dichiarato:

## Promozione
Per anticipare l'uscita dell'album, il 7 febbraio 2020 il gruppo ha presentato il videoclip per la seconda traccia Noise, a cui ha fatto seguito quello per Harvest, pubblicato il 6 marzo.
In occasione dell'annuncio dei Nightwish di una collaborazione con l'organizzazione di carità World Land Trust, l'11 marzo è uscito il video per Ad Astra.

## Tracce
Testi e musiche di Tuomas Holopainen.
Disco 1
1. Music – 7:23
2. Noise – 5:40
3. Shoemaker – 5:19
4. Harvest – 5:13
5. Pan – 5:18
6. How's the Heart? – 5:02
7. Procession – 5:31
8. Tribal – 3:56
9. Endlessness – 7:11

Disco 2
1. All the Works of Nature Which Adorn the World – 30:58

## Formazione
Gruppo
- Floor Jansen – voce, arrangiamento
- Emppu Vuorinen – chitarra, arrangiamento
- Marco Hietala – basso, voce, chitarra acustica, arrangiamento
- Kai Hahto – batteria, percussioni, arrangiamento
- Tuomas Holopainen – tastiera, arrangiamento
- Troy Donockley – uilleann pipes, low whistle, bouzouki, bodhrán, aerofoni, space guitar, voce, arrangiamento

Altri musicisti
- Tero Kinnunen – arrangiamento
- Andy Findon – flauto, flauto contralto
- Anna Noakes – flauto, ottavino
- John Anderson – oboe, corno inglese
- Nicholas Bucknall – clarinetto
- David Fuest – clarinetto, clarinetto basso
- Gavin McNaughton – fagotto, controfagotto
- Nigel Black – corno francese
- Martin Owen – corno francese
- Philip Eastop – corno francese
- Andrew Crowley – tromba
- Kate Moore – tromba
- Mike Lovatt – tromba
- Andy Wood – trombone tenore
- Ed Tarrant – trombone tenore
- Dave Stewart – trombone basso
- Owen Slade – tuba, cimbasso
- Stephen Henderson – timpani, percussioni etniche
- Frank Ricotti – percussioni orchestrali
- Gary Kettel – percussioni orchestrali
- Paul Clarvis – percussioni etniche
- Perry Montague-Mason – primo violino
- Emily Singleton – secondo violino
- Chris Tombling – violino
- John Bradbury – violino
- Emil Chakalov – violino
- Patrick Kiernan – violino
- Mark Berrow – violino
- Warren Zielinski – violino
- Rita Manning – violino
- John Mills – violino
- Steve Morris – violino
- Pete Hanson – violino
- Clio Gould – violino
- Dai Emanuel – violino
- Daniel Bhattacharva – violino
- Peter Lale – prima viola
- Andy Parker – viola
- Julia Knight – viola
- Kater Musker – viola
- Helen Kamminga – viola
- Caroline Dale – primo violoncello
- Martin Loveday – violoncello
- Frank Schaeffer – violoncello
- Jonathan Williams – violoncello
- Tim Gill – violoncello
- Chris Worsey – violoncello
- Chris Laurence – primo contrabbasso
- Steve Mair – contrabbasso
- Stacey Watton – contrabbasso
- Skaila Kanga – arpa
- Dirk Campbell – assolo di duduk, strumenti a fiato etnici
- Jenny O'Grady – maestra del coro
- The Metro Voices – coro
- James Shearman – direzione orchestra e coro, arrangiamento e orchestrazione (tracce 6-8)
- Pip Williams – arrangiamento, orchestrazione e direzione orchestra e coro (eccetto tracce 6-8)
- Geraldine James – voce narrante (traccia 10)
- Johanna Kurkela – voce narrante (traccia 10)

Produzione
- Tuomas Holopainen – produzione, missaggio
- Nightwish – coproduzione
- Tero "TeCee" Kinnunen – registrazione, missaggio
- Mikko Karmila – missaggio
- Mika Jussila – mastering
- Mat Bartram – registrazione orchestra, coro e percussioni
- Laura Beck – assistenza alla registrazione orchestra, coro e percussioni

## Successo commerciale
Nella classifica giapponese delle vendite fisiche e digitali Human. :II: Nature. ha esordito al 39º posto con 972 esemplari.

## Classifiche

### Classifiche settimanali
| Classifica (2020)          | Posizione massima |
| -------------------------- | ----------------- |
| Australia                  | 7                 |
| Austria                    | 2                 |
| Belgio (Fiandre)           | 11                |
| Belgio (Vallonia)          | 14                |
| Canada                     | 85                |
| Croazia                    | 1                 |
| Estonia                    | 34                |
| Finlandia                  | 1                 |
| Francia                    | 26                |
| Germania                   | 1                 |
| Italia                     | 45                |
| Norvegia                   | 4                 |
| Paesi Bassi                | 4                 |
| Polonia                    | 3                 |
| Portogallo                 | 3                 |
| Regno Unito                | 53                |
| Regno Unito (rock & metal) | 1                 |
| Repubblica Ceca            | 4                 |
| Slovacchia                 | 12                |
| Stati Uniti                | 74                |
| Svezia                     | 11                |
| Svizzera                   | 2                 |
| Ungheria                   | 2                 |

### Classifiche di fine anno
| Classifica (2020) | Posizione |
| ----------------- | --------- |
| Finlandia         | 6         |
| Germania          | 52        |
| Svizzera          | 32        |